# 120A
Wagon typu 120A – wagon osobowy używany pierwotnie przez PKP, a następnie przez PKP Przewozy Regionalne, a ostatnio przez Polregio; Przez kolejarzy i miłośników kolei zwany bonanzą.

## Historia
Został skonstruowany w 1972. Wagony według tego projektu seryjnie były produkowane w Państwowej Fabryce Wagonów we Wrocławiu od 1976 roku. Zastosowano w nich szereg rozwiązań konstrukcyjnych stosowanych już w EN57. Skierowane zostały do obsługi ruchu lokalnego na liniach niezelektryfikowanych, w których liczba podróżnych była za mała, by stosować pojemne wagony piętrowe typu Bhp, a za duża dla wagonów motorowych np. SN61, chociaż stosowano je także jako doczepne do SN61. W latach ich seryjnej eksploatacji można było zobaczyć je w pociągach lokalnych najczęściej za lokomotywą SP32, SU42 i SU45 lub jako wagon doczepny do autobusu szynowego, ale także w składach pociągów dalekobieżnych - w tym pospiesznych (szczególnie w sezonie letnim). W pierwszych latach XXI wieku część wagonów typu 120A została przebudowana na wagony do przewozu rowerów poprzez usunięcie części siedzeń z jednego przedziału pasażerskiego.
Wagony typu 120A były rozwinięciem serii bardzo podobnych wagonów, zbudowanych przez Pafawag na eksport do Rumunii dla tamtejszych kolei CFR. Oprócz podstawowej wersji 2 klasy, występują tam wagony z pierwszą klasą, pierwszej i drugiej klasy, a nawet barowe.
Do dziś zachowało się niewiele czynnych wagonów 120A biorąc pod uwagę łączną liczbę wyprodukowanych egzemplarzy, która przekraczała 700 sztuk. Obecnie czynnych i wykorzystywanych w normalnym ruchu rozkładowym jest 11 wagonów typu 120A - dwa w malowaniu województwa pomorskiego oraz siedem w malowaniu Polregio. Wagony te przydzielone są do stacji Chojnice. Ponadto na liniach Leszno - Wolsztyn i Wolsztyn - Poznań w składzie obsługiwanym przez parowozy eksploatowane są dwa wagony tego typu w malowaniu oliwkowym będące własnością Instytucji Kultury Parowozownia Wolsztyn. Kilka wagonów udało się zachować w muzeach, skansenach i zbiorach stowarzyszeń statutowo zajmujących się ratowaniem dziedzictwa polskich kolei (np. Klub Sympatyków Kolei we Wrocławiu), w tym jeden czynny w malowaniu oliwkowym i oznakowaniu z lat 80. XX wieku w Skansenie Taboru Kolejowego w Chabówce.

## Budowa

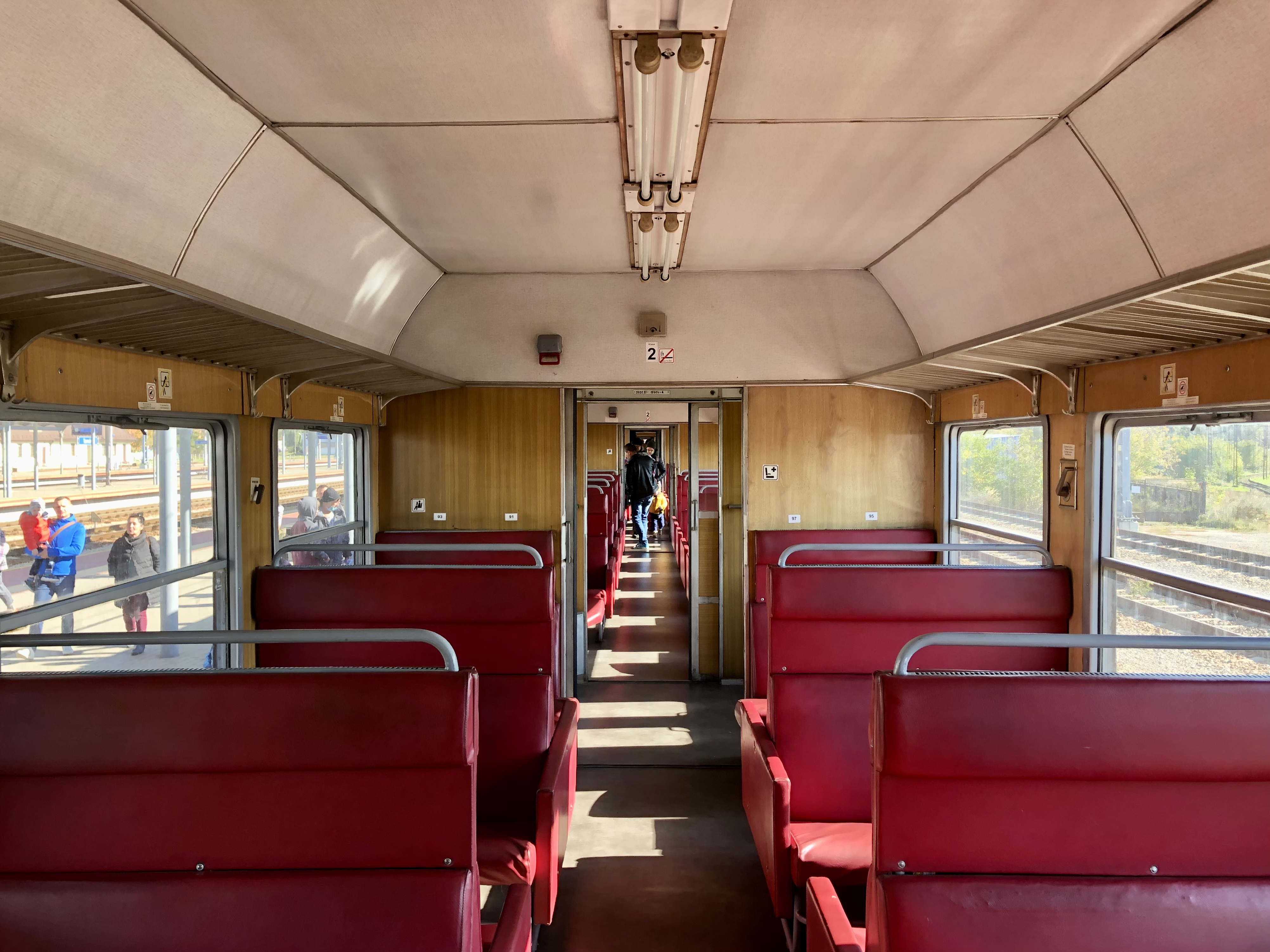
Przedział pasażerski

Wagony 120A zostały zaprojektowane do jazdy z prędkością 140 km/h, jednakże pod koniec eksploatacji prędkość ta została obniżona do 120 km/h, co w zupełności wystarcza aktualnemu charakterowi użytkowania. Wagon posiada 88 miejsc siedzących.
Wagony wyposażono w drzwi skrzydłowo łamane podwójne – jest to cecha charakterystyczna tych wagonów – znajdujące się w 1/3 i 2/3 długości składu. W wagonie zastosowano też taki sam układ siedzeń, czyli podwójne ławki ze wspólnym oparciem i przejściem pomiędzy nimi. Zastosowano tylko półmiękkie siedzenia pokryte skajem, podobnie jak w wagonach Bhp. W niektórych zmodernizowanych wagonach tego typu, jak np. należących do województwa warmińsko-mazurskiego zastosowano siedzenia z tapicerki półmiękkie z wagonów piętrowych Bmnopux.

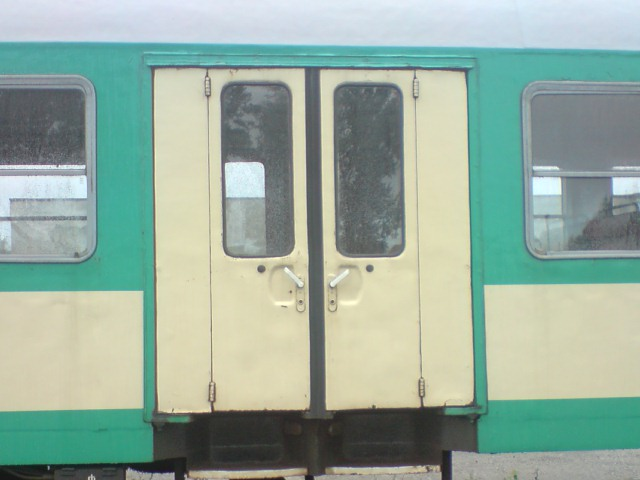
Drzwi skrzydłowo łamane podwójne

Wagony mają ogrzewanie elektryczne oraz parowe, jednak ze względu na brak używania tego ostatniego, większość instalacji parowych jest niesprawna lub zdemontowana. Istnieje tylko kilka tras, w których ten system ogrzewania jest wykorzystywany. W niektórych wagonach tego typu, stosowanych jako doczepne, zamontowane jest własne ogrzewanie typu Webasto, ze względu na brak możliwości ogrzewania wagonu przez ciągnący go autobus szynowy.
Toalety zostały umiejscowione w krańcach wagonów. Ze względu na podwójne drzwi, kojarzące się z wejściem do saloonu, a także układ siedzeń podobny do wagonów z westernów, wagony te zyskały przydomek „bonanza”.

## Malowanie
Wagony 120A były początkowo malowane na oliwkowo, tak jak inne wagony osobowe PKP. Pod koniec lat osiemdziesiątych rozpoczęto wdrażanie nowego schematu malowania wagonów PKP, w związku z czym także wagony typu 120A do około 1996 roku przeszły proces zmiany malatury na zielono-kremową z szarym dachem. Wagony, które są stosowane jako doczepne do szynobusów, zostały przemalowane w barwy analogiczne do szynobusów. Barwy oliwkowe przywrócono zaś w składach ciągniętych przez parowozy na trasie pomiędzy Wolsztynem a Poznaniem. W 2017 roku związku z wprowadzeniem nowej marki konsumenckiej POLREGIO w spółce Przewozy Regionalne, wagony które przeszły naprawę P5 zyskały nowy schemat malowania (czerwono-szaro-pomarańczowy).

## SA106
Podczas budowy SA106-001 wykorzystano wiele części z wagonów 120A, w pozostałych szynobusach zastosowano nowe części, jednak wzorowane na podzespołach 120A.